# Исаков, Фёдор Трофимович
Фёдор Трофимович Исаков (1918 — 1941) — советский поэт и переводчик. Член Союза писателей СССР (1938).

## Биография
Родился в д. Койкары Олонецкой губернии, карел.
Окончил Спасогубскую семилетнюю школу, Петрозаводское педагогическое училище в 1937 г.
Работал ответственным секретарем в редакции журнала на карельском языке «Карелия».
Одним из первых стал писать стихи на карельском языке.
Стихи Ф. Т. Исакова публиковались с 1935 г. в ряде периодических изданий.
В 1939 г. вышел совместный сборник с Н. Гиппиевым «Утро» на карельском языке.
Переводил на карельский язык В. Маяковского, М. Горького, М. Лермонтова, Т. Шевченко, Н. Некрасова, Джамбула, Янку Купала, В. Лебедева-Кумача, М. Светлова, М. Исаковского.
С первых дней Великой Отечественной войны находился в рядах Советской Армии. Погиб в боях под Таллином.